# Алегзандер (острів)
Алегзандер (англ. Alexander Island) — острів Канадського Арктичного архіпелагу. Також входить до групи Острови Королеви Єлизавети та до групи островів Архіпелаг Паррі. Станом на 2012 рік — безлюдний.

## Географія
Площа острова становить 484 км². Довжина берегової лінії — 129 км. Довжина острова — 43 км, найбільша ширина — 19 км Ландшафт — горбкувата місцевість висотою від 60 до 180 м над рівнем моря.
Найпівденніший у групі з 4 великих островів — Алегзандер, Массі, Ваньє, Камерон, які простягаються на північ уздовж західного узбережжя острова Батерст. Відокремлений від острова Батерст протокою Пелл (Pell Strait) та від острова Массі вузькою протокою Боєр (Boyer Strait). Протока Остін відокремлює від розташованого південно-західніше острова Байам-Мартін, а протока Байам-Мартін — від острова Мелвілл на заході.